# Osli
Osli là một thị trấn thuộc hạt Győr-Moson-Sopron, Hungary. Thị trấn này có diện tích 18,8 km², dân số năm 2010 là 899 người, mật độ 48 người/km².